# Eisenberg Paris
Eisenberg Paris — косметичний і парфумерний бренд, який представляє продукцію в сегменті «люкс». Заснований Жозе Айзенбергом в 2000 році. Фундаментальною основою Eisenberg Paris є запатентована Формула Trio-Moléculaire®, яка входить до складу всіх косметичних продуктів бренду. Формула була відкрита і розроблена засновником бренду — Жозе Айзенбергом.
Крім того, Жозе Айзенберг — єдиний автор кожного аромату колекції L'Art du Parfum, в основу якої покладена концепція об'єднання високого Мистецтва і Парфуми.

## Історія
У 1985 році Жозе Айзенберг вирішив створити косметичний бренд. Результатом тринадцяти років наукових досліджень і двох років медичних і клінічних випробувань стало відкриття унікальної Формули Trio-Moléculaire®. У 2000 році Жозе заснував бренд Jose Eisenberg, а рік по тому назва була скорочена до Eisenberg.
Едмон Айзенберг, син Жозе, відповідає за стратегічне планування і міжнародний розвиток бренду.

## Продукція
У 2001 компанія запустила свою першу лінію по догляду за шкірою, в основі якої лежить Формула Trio-Moléculaire®. Запатентована формула містить три природні молекули, які, працюючи одночасно, відновлюють шкіру, заряджають її енергією і насичують киснем.
Перший аромат «J'OSE» (в перекладі з французького «Я смію») був випущений в 2002. Згодом були розроблені інші продукти по догляду за шкірою: чоловіча лінія в 2007, лінія Excellence в 2008 і сонцезахисна лінія Sublime Tan в 2009.
У 2011 Жозе випустив колекцію ароматів L'Art Du Parfum — перший в світі революційний концепт, який об'єднав високе Мистецтва і Парфумерію.
Хуарес Мачадо, відомий бразильський художник, втілив в картинах філософію ароматів Жозе Айзенберга. Під чуйним керівництвом Жозе, Мачадо створив для кожного аромату L'Art du Parfum окрему картину.
Колекція L'Art du Parfum складається з 10 жіночих і 5 чоловічих ароматів, кожен з яких має сильний характер і унікальною історією створення. Запуск колекції був дуже тепло зустрінутий в ЗМІ.
У 2012 Eisenberg запустили тональну основу Fond de Teint, поклавши початок лінії декоративної косметики.
У 2014 була запущена лінія Pure White для боротьби з пігментацією.
У квітні 2016 — нова лінія продуктів для чутливої шкіри Sensitive Skin, що складається з 3-х компонентів: Відновлювальна маска, Заспокійлива відновлювальна сироватка, Заспокійливий відновлювальний крем.
У грудні 2017 року Жозе Айзенберг представив довгоочікувану колекцію LES ORIENTAUX LATINS, що складається з 6 жіночих та 6 чоловічих ароматів. LES ORIENTAUX LATINS — вишукане поєднання витончених французьких квіткових традицій і багатої культури Сходу. Світ позамежної чуттєвості і гармонії, де зустрічаються Схід і Захід.

## Нагороди
- BAZAAR — Cryoform — Премія в області чоловічої уходовой косметики кінця 2011
- Cosmopolitan — Моделююча маска (Masque Tenseur Remodelant) обрана кращою маскою серед селективних засобів по догляду за шкірою в 2011
- Cosmopolitan — Eau Fraiche для чоловіків обраний найоригінальнішим ароматом для чоловіків в 2011
- Cosmopolitan — Тональна основа (Fond de Teint) — найкраща селективна тональна основа 2012
- InStyle Magazine — Кращі б'юті-покупки 2013 — Сироватка моделює овал обличчя (Serum Affinant Visage)
- Men's Health — Інтегральний живильний догляд (Soin Nourrissant Integral) був названий Продуктом року 2013 по версії Men's Health
- Máxima Beleza & Perfumes 2014
- FIFI Awards Russia 2017 — нова колекція ароматів Les Orientaux Latins стала переможцем в номінації Prestige Collection 2017